# あさゆき (米)
あさゆきは、日本のイネの品種名および銘柄名である。青森県産業技術センター農林総合研究所藤阪稲作部で育成された粳のイネであり、「ミルキークイーン」の孫に当たる低アミロース米である。旧系統名は「ふ系228号」。2015年に青森県の第1種認定品種に指定された。早朝にうっすらと降り積もった雪のイメージで命名された。
主に青森県で生産されている。

## 概要
青森県ではかつて、低アミロース米品種として「ねばりゆき」が2008年に認定品種に採用されていた。しかし「ねばりゆき」は白米アミロース含有率の年次変動が大きいという欠点があった。そのため、登熟期が高温となる年には、アミロース含有率の極端な低下のために糯米と区別ができないほど玄米が白濁し、逆に登熟期が低温となる年では、玄米の白濁がほとんど見られないなど、白濁の年次変動が大きいことにより生産現場で混乱が生じていた。そこで、ミルキークイーン由来の低アミロース性遺伝子「wx-mq」を持つ、ミルキークイーンの子系統「相624」を母本とした「ふ系228号（後のあさゆき）」が2015年に認定品種に採用された。

## 特徴
出穂期は従来品種「ねばりゆき」より2日程度、成熟期は3日程度早く、青森県での早晩性は「中生の早」である。
稈長は「ねばりゆき」並の「やや短稈」、穂長は「ねばりゆき」よりやや短く、穂数は「ねばりゆき」並で、耐倒伏性は「中」と評価される。障害型耐冷性は「やや強」と評価されており「ねばりゆき」並である。いもち病真性抵抗性遺伝子型は「Pii」と推定され、いもち病圃場抵抗性遺伝子「Pb1」を保有する。葉いもち病圃場抵抗性は「やや強」、穂いもち病圃場抵抗性は「強」と判定された。
白米のアミロース含有率10%程度であり、ミルキークイーン由来の低アミロース性遺伝子「wx-mq」を保有している。アミロース含有率の年次変動は「ねばりゆき」より明らかに小さい。玄米は薄く白濁するが、「ねばりゆき」と比べて白濁程度の年次変動が小さい。
炊飯米は、粘りが強く、軟らかく、弁当や冷凍押し寿司など、冷めた飯米での利用に適すると言われている。また、「つがるロマン」等、アミロース値が20%程度の粳米品種に約50%混米することで、その品種単品より食味を向上させる効果があるとされる。

## 育成経過
2002年に青森県農業試験場藤坂支場（後の青森県産業技術センター農林総合研究所藤坂稲作研究部。現在廃止）でミルキークイーンの子系統である「相 624」を種子親、「相 612」を花粉親として人工交配を行った。
2002年冬期間にF1世代を温室で世代促進栽培を行った。翌2003年にF2世代を圃場で養成し，2004年にＦ3及びＦ4世代を沖縄県農業試験場名護支場（現沖縄県農業研究センター名護支所）で世代促進栽培した。2005年にF5集団に対し個体選抜を行った。
2006年、F6世代からは選抜した個体を元に系統栽培し系統の固定化を進めた。
2007年に生産力検定予備試験並びに特性検定試験に供試し，2008年に「相880」として生産力検定本試験並びに系統適応性検定試験，特性検定試験に供試した結果，有望と認められたので 2009年に「ふ系228号」の地方系統名を付した。
2009年以降、「あおもり米優良品種選定現地適応性検定試験」試験に供試され、2015年に既存の低アミロース米品種「ねばりゆき」より特性が優れているとして、第1種認定品種に指定された。
2015年6月29日に品種登録出願し、同年9月29日に出願公表された。
2017年3月15日に品種登録された。

### 交配系譜
この節の出典は、農業・食品産業技術総合研究機構 のイネ品種データベース検索システム及び育成者である青森県産業技術センターのWebサイトによる
| ミルキークイーン | ミルキークイーン | ミルキークイーン | ミルキークイーン | ミルキークイーン | ミルキークイーン |       |       | ふ系181号 | ふ系181号 | ふ系181号 | ふ系181号 | ふ系181号              | ふ系181号 |  |  | 愛知101号 | 愛知101号 | 愛知101号 | 愛知101号 | 愛知101号 | 愛知101号 |       |       | ふ系184号 | ふ系184号 | ふ系184号 | ふ系184号 | ふ系184号 | ふ系184号 |
| ミルキークイーン | ミルキークイーン | ミルキークイーン | ミルキークイーン | ミルキークイーン | ミルキークイーン |       |       | ふ系181号 | ふ系181号 | ふ系181号 | ふ系181号 | ふ系181号              | ふ系181号 |  |  | 愛知101号 | 愛知101号 | 愛知101号 | 愛知101号 | 愛知101号 | 愛知101号 |       |       | ふ系184号 | ふ系184号 | ふ系184号 | ふ系184号 | ふ系184号 | ふ系184号 |
|                  |                  |                  |                  |                  |                  |       |       |           |           |           |           |                        |           |  |  |           |           |           |           |           |           |       |       |           |           |           |           |           |           |
|                  |                  |                  |                  | 相624            | 相624            | 相624 | 相624 | 相624     | 相624     |           |           |                        |           |  |  |           |           |           |           |           |           | 相621 | 相621 | 相621     | 相621     | 相621     | 相621     |           |           |
|                  |                  |                  |                  | 相624            | 相624            | 相624 | 相624 | 相624     | 相624     |           |           |                        |           |  |  |           |           |           |           |           |           | 相621 | 相621 | 相621     | 相621     | 相621     | 相621     |           |           |
|                  |                  |                  |                  |                  |                  |       |       |           |           |           |           |                        |           |  |  |           |           |           |           |           |           |       |       |           |           |           |           |           |           |
|                  |                  |                  |                  |                  |                  |       |       |           |           |           |           | あさゆき （ふ系228号） |           |  |  |           |           |           |           |           |           |       |       |           |           |           |           |           |           |

## 品種デビュー後の普及
2016年10月8日、満点☆青空レストラン新米スペシャルで、西島豊造が紹介。
これによって、青森県内外での知名度が大幅に向上した。